# Караїн

Караїн (тур. Karain) — палеолітична печера поблизу м. Анталія в Туреччині.
Печера Караїн знаходиться за 27 кілометрів на північний захід від міста Анталії. З Анталії треба їхати по дорозі на Бурдур. Найближчий до печери населений пункт — село Яджа (район Єникой). Вхід в печеру — на східному схилі гори Чан.
Відкрита в 1946. Містить кілька культурних шарів, в яких виявлено кам'яні знаряддя ашельської, мустьєрської і оріньякської епох палеоліту. У мустьєрському шарі і в шарі, проміжному між мустьєрським і оріньяцьким, знайдені два зуби викопної людини; один з них належить неандертальцеві.
Печера має кілька великих порожнин (залів), що називаються латинськими літерами A — G. Найвідоміший зал — E. Тут були знайдені об'єкти, що датуються від Нижнього до Верхнього Палеоліту, а також людські останки віком 100—200 тис. років.
Зал E печери Караїн — один з найбільших і найбагатших об'єктів археології Палеоліту у світі. Тут 11-метровий шар відкладень Середнього Палеоліту. Тут знайдені останки неандертальця — найстаріші рештки гомініда в Туреччині на поточний момент. Також у залі E знайдені кістки різних тварин, серед них гіпопотам, вовк, лев, печерний ведмідь та інші.
Крім останків, в печері були знайдені предмети, виготовлені людиною, серед яких інструменти, прикраси, наконечники стріл. Судячи з написів на стінах печери, вона використовувалася і в античні часи. Можливо, тут було місце поклоніння і жертвоприношення.
Біля печери є невеликий музей. Багато предметів з Караїнської печери знаходиться в Археологічному музеї Анталії.